# Ungla
Ungla is een geslacht van insecten uit de familie van de gaasvliegen (Chrysopidae), die tot de orde netvleugeligen (Neuroptera) behoort.

## Soorten
- U. argentina (Navás, 1911)
- U. binaria (Navás, 1923)
- U. confraterna (Banks, 1913)
- U. nesotala (Banks, 1944)
- U. pallescens Penny, 1998